# Korsør
Korsør – miasto w Danii, w regionie Zelandia (d. w okręgu Zelandia Zachodnia), w gminie Slagelse (d. siedziba gminy Korsør), nad Wielkim Bełtem położone na wyspie Zelandia, na południowy zachód od Kopenhagi. Znajduje się tu najdłuższy most wiszący w Europie, Storebælts Broen, powstały w 1998 roku i łączący Zelandię i Fionię.

## Historia
Początki miasta datuje się na połowę XIV wieku.
Przynależność polityczno-administracyjna:
- 1970 – 2006: Dania, Vestsjællands Amt, Gmina Korsør
- 2007 – teraz: Dania, Zelandia, Gmina Slagelse

### Zabytki
- ruiny zamku z XVII w.

### Miasta partnerskie
Miastem partnerskim Korsør są:
- Police, Polska

### Galeria

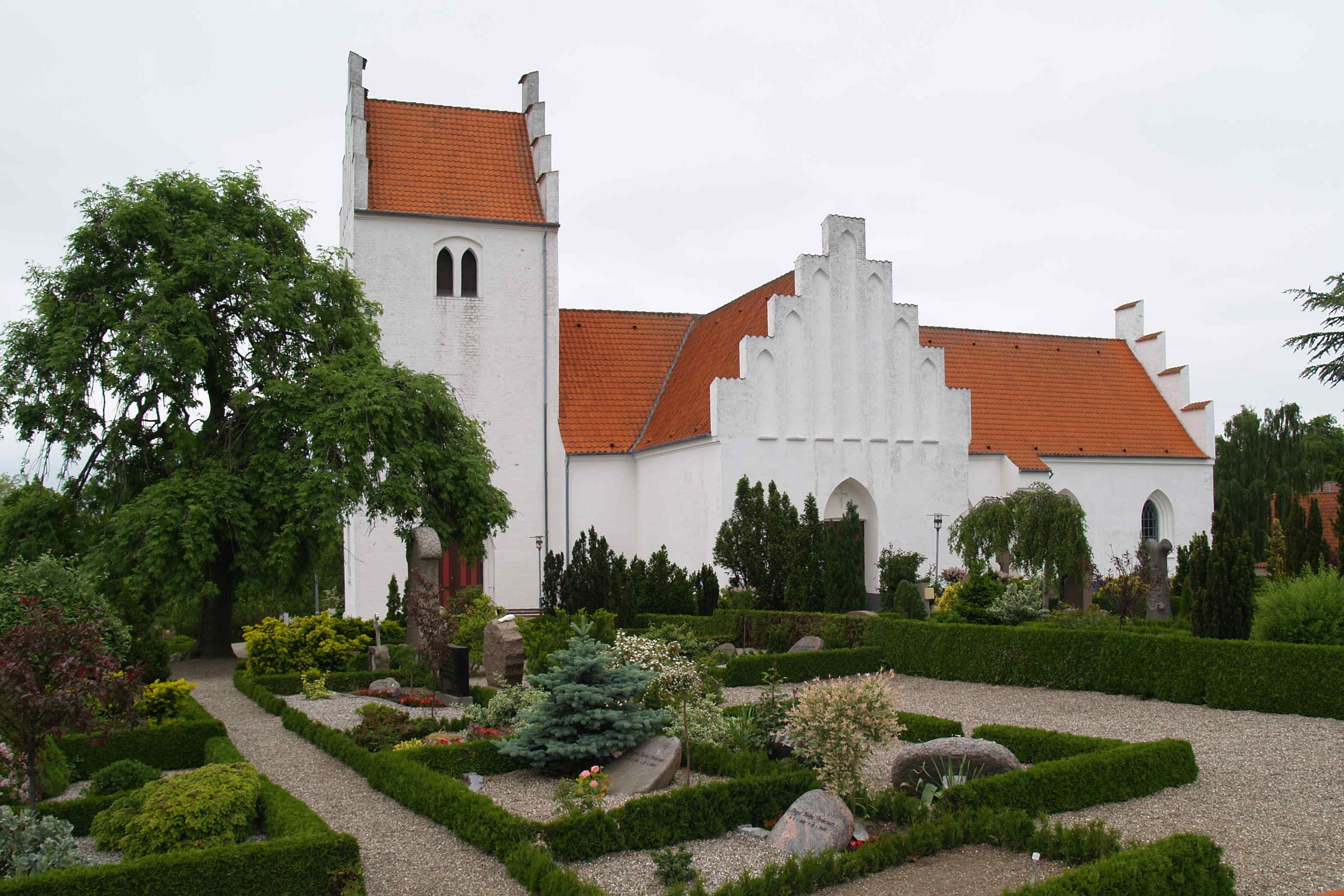
Kościół w Korsørze
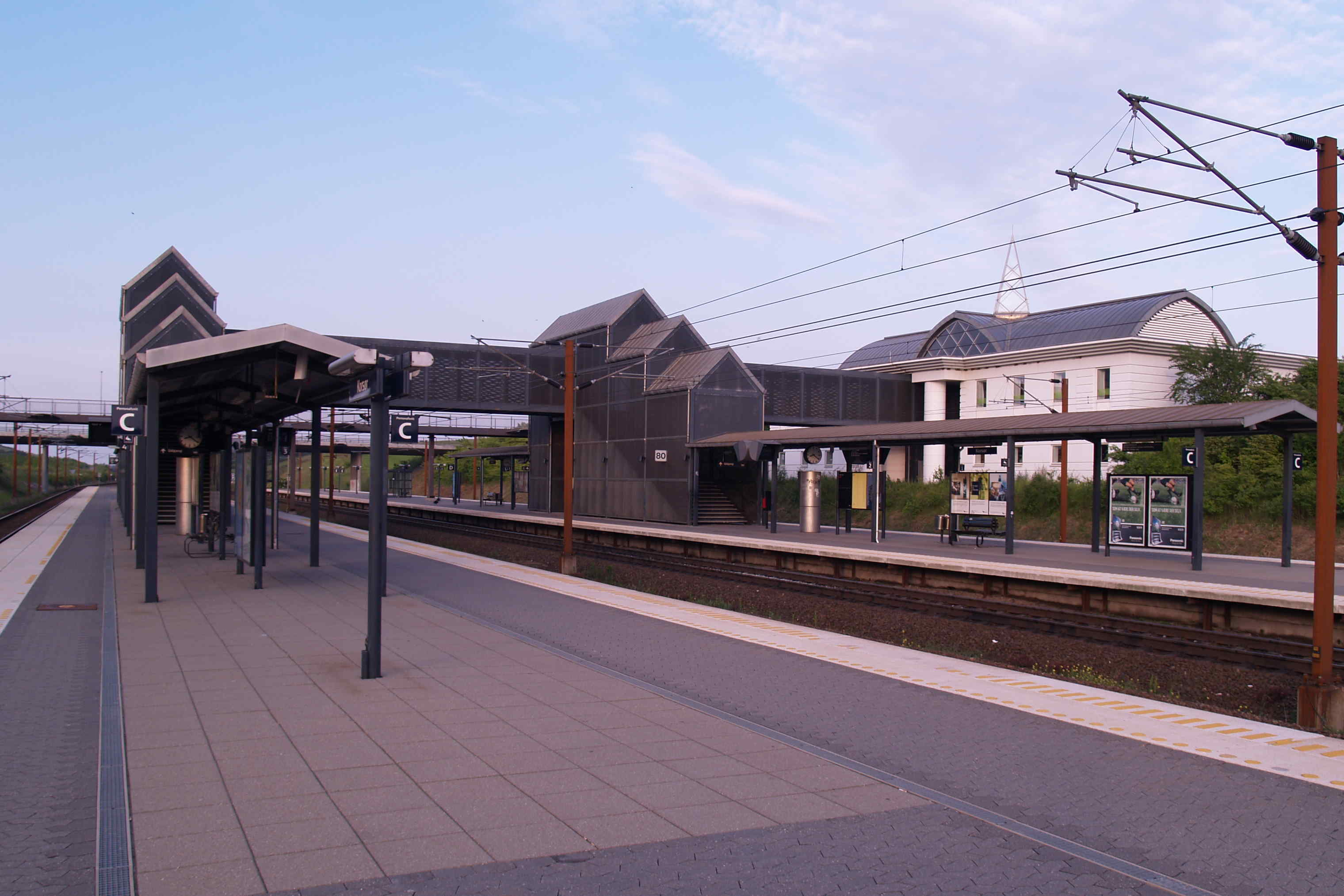
Stacja kolejowa Korsør
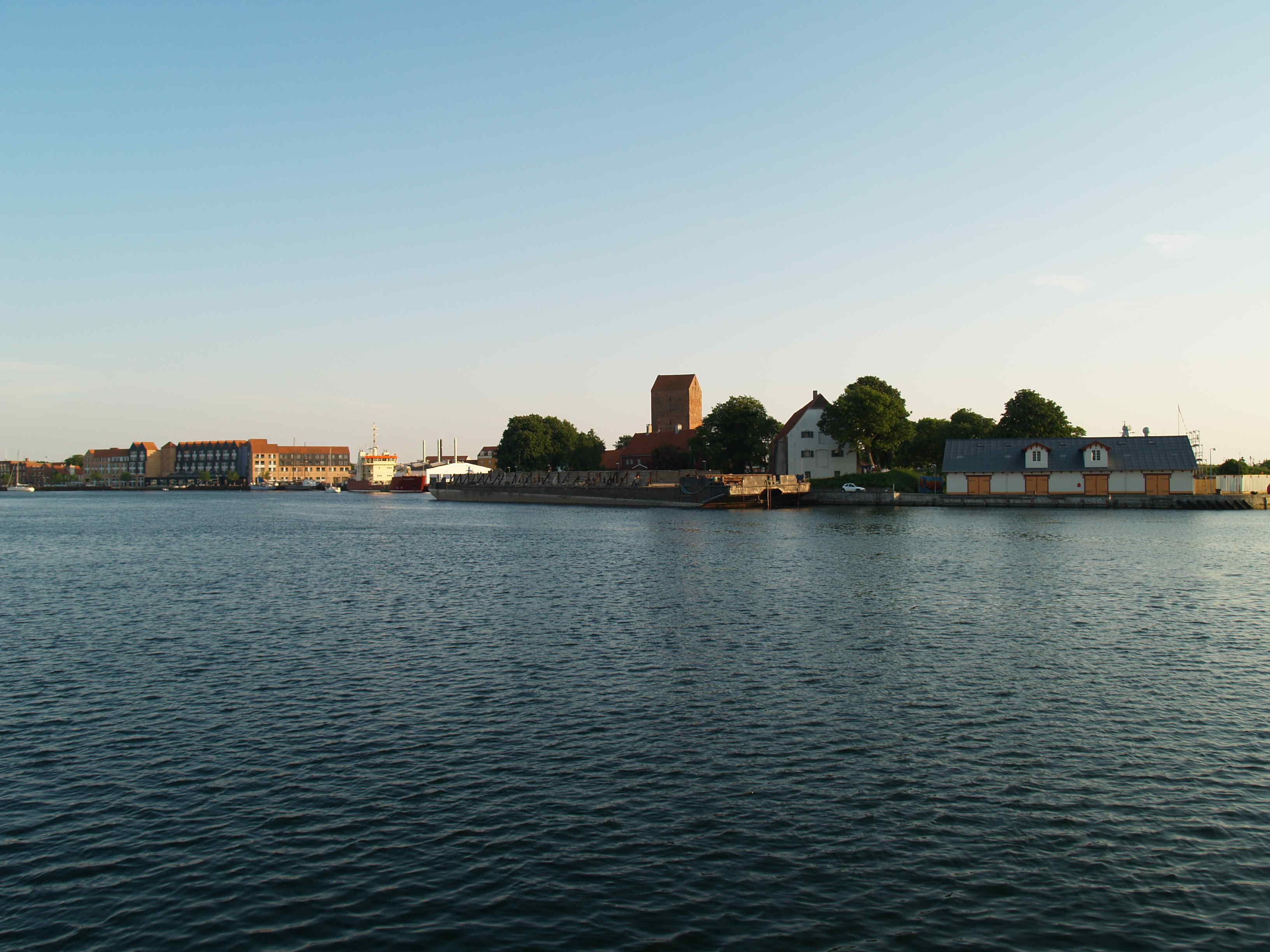
Port Korsør
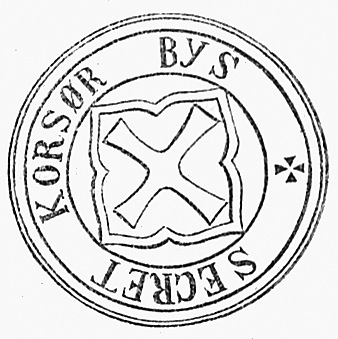
Średniowieczna pieczęć miejska